# Oberaudorf
Oberaudorf – miejscowość i gmina w Niemczech, w kraju związkowym Bawaria, w rejencji Górna Bawaria, w regionie Südostoberbayern, w powiecie Rosenheim. Leży w Alpach Bawarskich, około 25 km na południe od Rosenheimu, nad rzeką Inn, przy autostradzie A93 i linii kolejowej Monachium – Innsbruck.

## Demografia
| Rok  | Liczba mieszk. |
| ---- | -------------- |
| 1970 | 3 571          |
| 1987 | 4 373          |
| 2000 | 4 692          |
| 2005 | 4 768          |

### Struktura wiekowa
Dane o ludności z 31 grudnia 2008:
| Opis                                | Ogółem | Ogółem | Kobiety | Kobiety | Mężczyźni | Mężczyźni |
| ----------------------------------- | ------ | ------ | ------- | ------- | --------- | --------- |
| Jednostka                           | osób   | %      | osób    | %       | osób      | %         |
| Populacja                           | 4917   | 100    | 2624    | 53,37   | 2293      | 46,63     |
| Wiek przedprodukcyjny (0–17 lat)    | 769    | 15,64  | 390     | 7,93    | 379       | 7,71      |
| Wiek produkcyjny (18–65 lat)        | 2876   | 58,49  | 1503    | 30,57   | 1373      | 27,92     |
| Wiek poprodukcyjny (powyżej 65 lat) | 1272   | 25,87  | 731     | 14,87   | 541       | 11        |

## Polityka
Wójtem gminy jest Hubert Wildgruber z CSU, rada gminy składa się z 16 osób.
|      | CSU | SPD | FW | BGO | Razem |
| 2008 | 8   | 1   | 3  | 4   | 16    |
| 2002 | 10  | 1   | 5  | -   | 16    |